# 1897 aux Territoires du Nord-Ouest
Chronologie des Territoires du Nord-Ouest
- 1893
- 1894
- 1895
- 1896
- 1897
- 1898
- 1899
- 1900
- 1901

Cette page concerne les événements survenus en 1897 dans le territoire canadien des Territoires du Nord-Ouest.

## Politique
- Premier ministre : Frederick W. A. G. Haultain (Président du conseil exécutif)
- Commissaire :
- Législature :